# Падение Олимпа
«Падение Олимпа» (англ. Olympus Has Fallen) — остросюжетный боевик режиссёра Антуана Фукуа по сценарию Кэтрин Бенедикт и Крэйтона Ротенбергера. В главных ролях — Джерард Батлер и Аарон Экхарт, в образе ключевого антагониста — Рик Юн. В центре сюжета захват иностранными террористами президентской резиденции, при содействии подкупленного американского агента. Попавшие внутрь боевики намерены активировать секретную военную программу, которая способна погубить всю страну. По стечению обстоятельств судьба государства попадает в руки бывшего охранника президента США Бэннинга.
Премьера в США состоялась 22 марта 2013 года, в России — 4 апреля 2013 года.
Слоган фильма: «Удар был нанесён в самое сердце. Но он заставит его биться вновь».

## Сюжет
На выезде из резиденции Кэмп-Дэвид президентский кортеж попадает в аварию. Охранник Майк Бэннинг может спасти только одного пассажира лимузина, и выбирает президента Бенджамина Эшера. Первая леди погибает, а Майка переводят на канцелярскую работу в казначействе.
Проходит 18 месяцев. Белый дом (код «Олимп» для секретной службы) принимает делегацию из Южной Кореи, но, как оказалось, в службу охраны премьер-министра Южной Кореи попали северокорейские террористы во главе с Кан Ёнсоком. Они проникают в покои главы государства. Операция удаётся благодаря помощи подкупленного агента охраны Дэйва Форбса. Корейцы берут в заложники президента и вице-президента США, спустившихся в бункер. Власть переходит к спикеру палаты представителей Алану Трамбуллу. Майк Бэннинг, наблюдая происходящее, прорывается к Белому дому и, зная систему его охраны, проникает внутрь. Совет национальной безопасности вынужден положиться на информацию от Бэннинга. Бывший агент сначала спасает маленького сына президента, но ему необходимо торопиться. Как выяснилось, боевики хотят активировать программу «Цербер», предназначенную для уничтожения ядерных боеголовок США в случае их случайного запуска. Ракеты взорвутся прямо в шахтах, что превратит значительную часть страны в радиоактивную пустыню.
Попытка морских пехотинцев взять здание штурмом с воздуха проваливается. Захватчики, завладевшие секретным оружием Hydra 6, сбивают за несколько минут пять из шести вертолётов спецназа. Исполняющий обязанности президента Трамбулл принимает условия Канга, отдает приказ отозвать седьмой флот и американскую военную группировку из Южной Кореи, и предоставляет вертолёт. Террористы переводят заложников в масках на борт вертолёта и подрывают его в воздухе. Все считают, что президент погиб, но это лишь отвлекающий ход. Канг с президентом пытается уйти через систему туннелей под Белым домом. В последний момент его останавливает Бэннинг, прорвавшийся в бункер. Он спасает президента и останавливает обратный отсчёт «Цербера».

## В ролях
| Актёр            | Роль                                                          |
| ---------------- | ------------------------------------------------------------- |
| Джерард Батлер   | Майк Бэннинг временно отстраненный агент Секретной службы США |
| Аарон Экхарт     | Президент США Бенджамин Эшер                                  |
| Морган Фримен    | Спикер Палаты представителей США Аллан Трамбулл               |
| Рик Юн           | Канг Ёнсак, глава террористической группировки "КЮФ"          |
| Роберт Форстер   | Начальник штаба сухопутных войск США генерал Эдвард Клегг     |
| Анджела Бассетт  | Директор Секретной службы Линн Джейкобс                       |
| Мелисса Лео      | Министр обороны США Рут Макмиллан                             |
| Дилан Макдермотт | агент Секретной службы Дэйв Форбс                             |
| Рада Митчелл     | Лия Бэннинг                                                   |
| Коул Хаузер      | агент Секретной службы Рома                                   |
| Эшли Джадд       | Первая леди США Маргарет Эшер                                 |
| Финли Якобсен    | Коннор Эшер сын президента США                                |
| Фил Остин        | Вице-президент США Чарли Родригес                             |
| Билл Стинчкомб   | вахтенный офицер                                              |

## Создание
Продюсерская компания Millennium Films купила сценарий фильма в марте 2012 года. Главную роль получил Джерард Батлер. Остальные роли были распределены с июня по июль.
Съёмки начались 9 июля 2012 года и проходили в Шривпорте (Луизиана).
Рабочее название фильма — «White House Taken».

### Музыка
Музыку к фильму написал музыкант и оркестровый композитор Тревор Моррис. Его прошлые проекты включают в себя популярные телесериалы «Тюдоры» и «Борджиа», оба из которых выиграли премию «Эмми» за лучшую музыкальную тему для вступительных титров.

## Отзывы
Фильм получил неоднозначные отзывы кинокритиков и зрителей. На Rotten Tomatoes средний рейтинг картины составляет 5,3 балла из 10. На Metacritic — 41 балл из 100 на основе 31 обзора.
На IMDb зрительский рейтинг фильма составляет 6,5 балла из 10. CinemaScore — фирма, занимающаяся исследованием рынка, — проводила опрос зрителей на выходе из кинотеатра в течение открывающего уик-энда. Так, средняя оценка кинозрителей была «пять с минусом» по пятибалльной шкале.